# Viole (navijaška skupina)
Viole Maribor so navijači Nogometnega kluba Maribor. Ime izvira iz vijoličaste barve dresov NK Maribor.
Prvo organizirano navijanje Viol je bilo 2. avgusta na pokalu Maršala Tita proti Spartaku iz Subotice. Viole zasedajo južno tribuno stadiona Ljudski vrt.
Viol je na tekmah v povprečju okoli 50 - 150 ob pomembnejših tekmah pa se jih zbere tudi do 400. Najštevilčnejše gostovanje Viol izven Slovenije je bilo v Angliji. Takrat je jih je bilo okoli 2500, ko je Maribor igral v skupinskem delu Lige prvakov proti Liverpoolu.
Navijaška skupina je znana po huliganstvu. Nekateri člani so povezani tudi z nacionalistično skupino Hervardi in marginalno nacionalistično Stranko slovenskega naroda, več - med njimi  Andrej Šiško in Marko Živko - pa jih je bilo obsojenih zaradi kriminala in nasilništva ter poskusa uboja ljubljanskega navijača. Več članov Viol je bilo 24. februarja 2014 udeleženih tudi v brutalnem pretepu navijačev španske Seville na avtocestnem počivališču Tepanje. Obsojeni so bili na večmesečne zaporne kazni.
Hujši incident se je zgodil 18. februarja 2024, ko je na prvoligaški tekmi proti NŠ Mura eden od pripadnikov Viol na igrišče odvrgel eksplozivno telo, t.i. “topovski udar”. Kot posledica tega je bilo poškodovanih 7 oseb, tudi otrok. Zaradi dogodka je navijaška skupina prejela veliko kritik s strani slovenske javnosti in medijev, po njihovem mnenju preveč. Kot kazen je bila tekma registrirana z rezultatom 3-0 za Muro, klub je prejel 25,000€ kazni in naslednje 4 domače tekme pred praznimi tribunami.
Pripadniki Viol so občasno z nasiljem grozili tudi nogometašem in funkcionarjem NK Maribor.